# Индекс дистанции власти
Индекс дистанции власти (англ. Power Distance Index) — характеристика общества, которая описывает жесткость существующей в нём социальной иерархии и степень принятия такой иерархии членами этого общества. Индекс описывает не столько наличие иерархии, сколько её влияние на взаимодействие между людьми и на функционирование социальных институтов. Термин был введен в 1970-х годах нидерландским социологом Гертом Хофстеде на основе масштабного кросс-культурного исследования, проведённого им в 1967—1973 годах в более чем 70 странах мира.
Под иерархией в этом контексте понимается неравномерное распределение власти и полномочий внутри социальной группы, и индекс дистанции власти характеризует отношение членов социума к такой неравномерности — насколько члены общества, лишенные власти, принимают существующую иерархию и ведут себя в соответствии с ней.
Введение термина «индекс дистанции власти» свидетельствует об открытии важного кросс-культурного феномена. Исследование Хофстеде показало, что носители разных культур, даже находясь в рамках одних и тех же типов социальных иерархий (например, начальник — подчиненный, учитель — ученик, пожилой — молодой человек и др.), демонстрируют разное поведение и разные модели взаимодействия. Как показали дальнейшие исследования, эти культурные схемы имеют прямое влияние на эффективность работы организаций, производительность труда и даже общественную безопасность.

## Что измеряет индекс
Индекс, введенный Хофстеде, присваивает культуре (стране, народу, либо даже отдельной социальной группе внутри народа) сравнительное число, которое характеризует степень дистанцированности при взаимодействии людей, находящихся на разных уровнях социальной иерархии. Такая дистанция выражается в ряде характеристик, например:
- степень свободы общения и взаимодействия: легко ли подчиненный может обратиться к начальнику, проявить инициативу, высказать свое мнение;
- степень внимания, уделяемого поддержанию иерархии: закреплены ли разные социальные статусы законодательно, наказуемо ли их несоблюдение;
- наличие в культуре специальных ритуалов, подчеркивающих соблюдение иерархии: например, принято ли вставать или кланяться при появлении человека более высокого ранга или старшего возраста;
- наличие в языке специальных конструкций, подчеркивающих социальное неравенство: так, отдельные стилистические конструкции для обращения к представителям более высокого и более низкого социального статуса распространены в ряде азиатских языков, в том числе корейском[7] и японском);
- и так далее.

В изначальном опроснике Хофстеде дистанция власти измерялась по следующим параметрам:
1. Насколько часто представители культуры боятся высказать несогласие со своими руководителями? (опрошенные давали оценки по шкале от 1 до 5, где 1 — «очень часто», 5 — «крайне редко»);
2. Как подчиненные воспринимают управленческий стиль своего руководителя? (оценивался процент опрошенных, выбравших из четырёх приведенных стилей описания авторитарного или патерналистского стиля управления как наиболее свойственного их начальнику);
3. Какой стиль управления и принятия решений предпочитают подчиненные? (оценивался процент опрошенных, выбравших в качестве предпочтительного авторитарный или патерналистский стиль, либо принятие решений большинством голосов, но не консультативный стиль).

Оригинальное исследование было проведено на сотрудниках компании IBM в более чем 70 странах её присутствия. Изначально предполагалось, что корпоративная культура внутри одной и той же компании будет похожей для участников из разных стран, однако исследование Хофстеде дало противоположные результаты — выяснилось, что корпоративное взаимодействие представителей компании сильно различается в зависимости от страны, в которой они работают.

## Что означает индекс
Высокий индекс дистанции власти в культуре связывают с жесткостью социальной структуры и значительным социальным неравенством. В таких культурах за каждым членом общества закреплено его место в социальной иерархии и соответствующий этому месту объём полномочий, — причем сам факт такой иерархии принимается по умолчанию, не подвергается сомнению и не нуждается в дополнительных обоснованиях. Подобные общества, по заключению Хофстеде и его коллег, характеризуются централизованной властью, авторитарным лидерством, большим количеством уровней в социальной иерархии, принятие присущих власти привилегий как должного, готовность членов общества к неравенству полномочий. В управлении организациями высокий индекс дистанции власти проявляется, например, в большом количестве персонала с функцией контроля и надзора, вертикальной структурой менеджмента, патерналистском стиле управления. К странам с такими культурами относятся, например, Малайзия (индекс = 104), Филиппины (94), Россия (93), Мексика (81), Китай, Египет, Ирак (80), Бразилия (69) и др.
Низкий индекс дистанции власти как правило связывают с либеральностью, равенством прав, индивидуальной свободой. В таких культурах люди стремятся к равенству в правах, к всеобщему контролю за распределением полномочий, требуют обоснований для неравномерного распределения власти. Для обществ с низким ИДВ характерны эгалитаризм, децентрализованная власть, распределенная ответственность за принятие решений, склонность не принимать власть как должное и ставить авторитеты под сомнение. В управлении организациями это проявляется в консультативном стиле менеджмента, распространенности «плоских» организационных структур, сравнительно небольшом количестве контролирующих сотрудников. К странам с такими культурами относятся, например, Австрия (индекс = 11), Израиль (13), Дания (18), Новая Зеландия (22), Ирландия (28) и другие.
Хофстеде и его коллеги неоднократно подчеркивали, что индекс дистанции власти является сугубо относительным значением, то есть с помощью него можно сравнивать культуры между собой, но не давать им абсолютных оценок. Также индекс характеризует восприятие власти не «сверху», то есть не теми, кому эта власть принадлежит, — а «снизу», то есть он показывает, насколько социальное неравенство реально принимается подчиненными членами общества, и насколько они ведут себя в соответствии с ним.

## Влияние дистанции власти на функционирование общественных институтов
Дальнейшие исследования показали, что различие индексов дистанции власти при кросс-культурном взаимодействии может иметь серьёзные последствия в разных сферах жизни — от организационного управления до безопасности.

### Авиационная безопасность
Одним из наиболее показательных примеров того, как индекс дистанции власти влияет на функционирование общественных институтов, может служить авиационная безопасность. Ряд исследований, проведенных в этой области (в том числе на основании расшифровок черных ящиков), показали, что ошибки управления самолётами (в том числе приводящие к крупным катастрофам), могут происходить из-за того, что члены экипажа не осмеливаются возразить первому пилоту в тот момент, когда он допускает критическую для полета ошибку, стесняются внятно объяснить ситуацию авиадиспетчерам при посадке и т. д.
В книге «Гении и аутсайдеры» Малкольм Гладуэлл подробно разбирает несколько подобных случаев. 5 августа 1997 года произошло крупное крушение Боинга 747, совершавшего перелет из международного аэропорта Кимпхо (Сеул) на остров Гуам. Воздушным судном управлял экипаж авиакомпании Korean Air. Капитан был опытным пилотом со стажем полетов более 8900 часов, ранее был удостоен нескольких профессиональных наград (в том числе за управление аэробусами), самолёт находился в отличном состоянии. Однако вместо приземления в аэропорту Гуама самолёт разбился о холм на расстоянии трех миль от взлетно-посадочной полосы. В результате крушения погибли 228 из 254 находившихся на борту человек.
Катастрофе пытались найти объяснение с точки зрения погодных условий, технических неисправностей и некомпетентности экипажа, однако ни одна из версий не была признана всеми сторонами как удовлетворительная. Расшифровка записей бортового самописца показала, что из-за темноты и дождя капитан ошибочно принял за посадочную полосу другую местность, в нескольких милях от аэропорта. Однако, анализируя диалог в кабине пилота, Гладуэлл показывает, что второй пилот и бортинженер достаточно быстро поняли ситуацию и несколько раз пытались намекнуть капитану на то, что погодные условия неблагоприятны для посадки:
- «Don’t you think it rains more? In this area, here?»
- «Captain, the weather radar has helped us a lot»

Что характерно, ни второй пилот, ни бортинженер не говорят капитану прямо о том, что посадку совершать опасно. Культурологи и лингвисты называют такое явление «mitigated speech» (англ. «смягченная речь», см. также эвфемизм) — косвенная формулировка, звучащая более вежливо и пристойно. Такие обороты особенно характерны для культур с высоким индексом дистанции власти при обращении к тем, кто стоит выше в социальной иерархии — напрямую указывать старшему на ошибку в таких культурах считается недопустимым. Однако капитан не понимает намеков (возможно, вследствие усталости), не меняет плана и продолжает пытаться посадить самолёт. Когда включается система предупреждения опасной близости земли, капитан начинает сомневаться. Буквально за 15 секунд до крушения второй пилот осмеливается сказать «Let’s make a missed approach», но капитан не успевает прекратить снижение, и в результате самолёт врезается в холм Нимиц, которого не было видно из-за темноты и дождя, и разбивается.
Расшифровка и интерпретация записей чёрного ящика, проведенная специалистами Национального совета по безопасности на транспорте США, упоминает, что второй пилот мог бы успеть спасти самолёт, если бы настоял на своем либо перехватил у капитана управление. Однако он просто не осмелился этого сделать.

### Организационная эффективность
Индекс дистанции власти был также неоднократно рассмотрен в применении к управлению и организационному развитию. В числе прочего было показано, что высокий индекс в организациях связан с пассивностью сотрудников, узкой специализацией, ограниченными возможностями смены деятельности, слабым развитием горизонтальных коммуникаций, отсутствием меритократии (старшие сотрудники заслуживают уважения не по причине компетентности, а по причине возраста и стажа в компании). Организации с высоким ИДВ склонны к микроменеджменту, то есть даже самые незначительные решения проходят через менеджеров высшего звена, в результате чего они не успевают качественно осуществлять стратегическое управление. В целом управленческие решения в таких организациях принимаются быстрее (ввиду отсутствия сопротивления со стороны подчиненных), однако качество этих решений как правило оказывается ниже, чем в организациях с низким ИДВ. Кроме того, было выявлено, что сотрудники организаций с высоким индексом дистанции власти склонны к неэтичному поведению.

### Коррупция
Ряд исследований свидетельствуют о прямой связи между индексом дистанции власти и уровнем коррупции в разных странах мира.